# 青い花 (漫画)
『青い花』（あおいはな）は、志村貴子による日本の漫画。『マンガ・エロティクス・エフ』（太田出版）30号（2004年11月17日発売）から82号（2013年7月6日発売）にかけて連載された。
2009年7月から9月にテレビアニメが放送された。アニメは平成21年度第13回文化庁メディア芸術祭アニメーション部門審査委員会推薦作品に選ばれている。
英副題は『Sweet Blue Flowers』で、これはビズメディアから刊行されている英語翻訳版のタイトルでもある。

## 概要
江ノ電沿線など、鎌倉とその周辺が舞台。2つの女子高に通う2人の主人公を軸に、女性同士の恋愛と友情が描かれている。
ふたりの主人公を取り巻く女性同士の人間関係や恋模様とともに、男女間の恋愛や恋心も描かれている。これについて作者は「女の子同士の恋愛だけに特化すると、女の子同士の恋愛が単なるファンタジーになってしまいそうなので、男女の恋愛も含めて描いた」という旨を語っている。また作者は前作『どうにかなる日々』でレズビアンの話を描いていてとても楽しかったことが創作のきっかけになったと明かしている。女性間の性愛というテーマを正面から扱っており、作風として（『どうにかなる日々』のような）直接的な性描写は避けられているが女性同士の肉体関係がある。
初期の意気込みとして、（当時人気のあった）『マリア様がみてる』に負けない百合作品にしたいとも語っていた。これは差異化宣言である。百合っぽい雰囲気を匂わすのではなく、恋愛としてはっきりと描くということ。初期設定では、ミッション系の学校でお姉様と妹のような構想であったが却下し、学校を2つにしてあきらとふみの性格を逆にするなど、変更が行われた。
当初の構想ではふみとあきらの性格が逆で、曰く「クールビューティーなふみ、おとなしいあきら」であった。8巻巻末『若草物語』では、このIFが描かれる。そしてあきらの方が恭己と付き合う想定をされていた。
タイトルは、ノヴァーリスの小説『青い花』に由来する。各話サブタイトルは文芸作品からとられている。藤が谷では毎年「演劇祭」が行われ、その期間はサブタイトルが題材作品のものとなる。
志村の作品は作中での出来事を必ずしも明示せずに行間で読ませる部分が大きく、本作をアニメ化する際のシナリオ会議でも台詞の解釈がたびたび問題となった。

## あらすじ

### 1年生編・1-3巻・テレビアニメ
江ノ電沿線の女子高「松岡女子高等学校」に入学した万城目ふみは、入学式の日に同じく江ノ電沿線のお嬢様学校「藤が谷女学院」に入学した幼なじみの奥平あきらと10年ぶりに再会し、一緒に登校するようになる。失恋し涙目になるふみに、あきらはハンカチを差し出す。「ふみちゃんはすぐ泣くんだから」。10年前にもあきらはふみに同じ言葉をかけていた。ふみは、先輩の杉本恭己と出会い、交際を始める。恭己には藤が谷から松岡に転入したという経緯があった。
あきらは恭己に片思いをしているクラスメイトの井汲京子と共に演劇部へ入部する。6月の藤が谷演劇祭に恭己は客演として呼ばれ『嵐が丘』のヒースクリフを演じることになる。その過程でふみは恭己の真意に触れ、二人は上手くいかなくなり破局する。
夏休み。ふみやあきら達は、京子に呼ばれて山梨の清里にある別荘に出かける。あきらは、京子の許婚である澤乃井康が京子を心から愛していることを知る。秋には江ノ島で各務先生と杉本和佐の結婚式が挙げられた。ふみは、自身の初恋の相手があきらであることをあきら本人に打ち明ける。恭己は松岡を卒業し、イギリスに留学する。
テレビアニメ最終話
クリスマス。奥平家でプレゼント交換会が行われる。ふみがあきらのアルバムを眺めていると、日付が付記された押し花が目に留まる。解散後、二人がかつて通った廃校となった小学校へ行く。ふみの記憶から想起されるのは、花壇と青い花。ふみは、自身の初恋の人があきらだったことを思い出して涙を流す。あきらは、ふみの手を取り帰路につく。記憶のあきらとふみも並んで歩く。「ふみちゃんはすぐ泣くんだから」。

### 2年生編・4-6巻
あきらがふみを意識し始めるようになる。藤が谷演劇部は、大野春花ら新メンバーを迎える。演劇祭の題目は『鹿鳴館』に決まる。あきらも舞台に上がることになる。主演の京子は役に自身の家庭環境を重ねる。ふみは自身のあきらに対する恋愛感情をあきらに伝える。
夏休み。ふみやあきら達は春花に誘われ箱根の老舗旅館に出かける。帰宅後、一晩寝ずに考えたあきらはふみに付き合ってみようと提案し、二人の交際が始まる。

### 3年生編・7-8巻
あきらは演劇部の部長になる。京子は恭己への想いや家庭の問題に整理をつける。ふみが同性に恋していることを知った友人の本厚木洋子がシナリオを書く。それを読んだふみは己の恋を重ねて思い悩む。ふみが松岡修学旅行で長崎に行っている間に、あきらは藤が谷演劇祭『三銃士』の準備で忙しくしていた。
秋。藤が谷修学旅行先のイギリスにて、あきらは恭己と再会し、ふみと交際していることを伝える。しかし、あきらは「いい加減な気持ちでふみちゃんつきあってほしくない」とかつて恭己に怒った自分が全く同じことをしているという矛盾に気づき、揺れ動く。あきらが別れを切り出し、二人は破局する。
卒業式の日。ふみとあきらはお互いに今でも好きであることを伝え合う。しかし、あきらは「もう少しひとりで考えさせてね」と曖昧な言葉をふみに残す。進路が別れた二人は疎遠になる。
成人後、京子と康の結婚式に高校時代の友人たちが勢揃いする。あきらはふみに現在の思いを告白する。ふみの涙をあきらが拭いながら言う。「ふみちゃんはすぐ泣くんだから」。

## 地理・用語

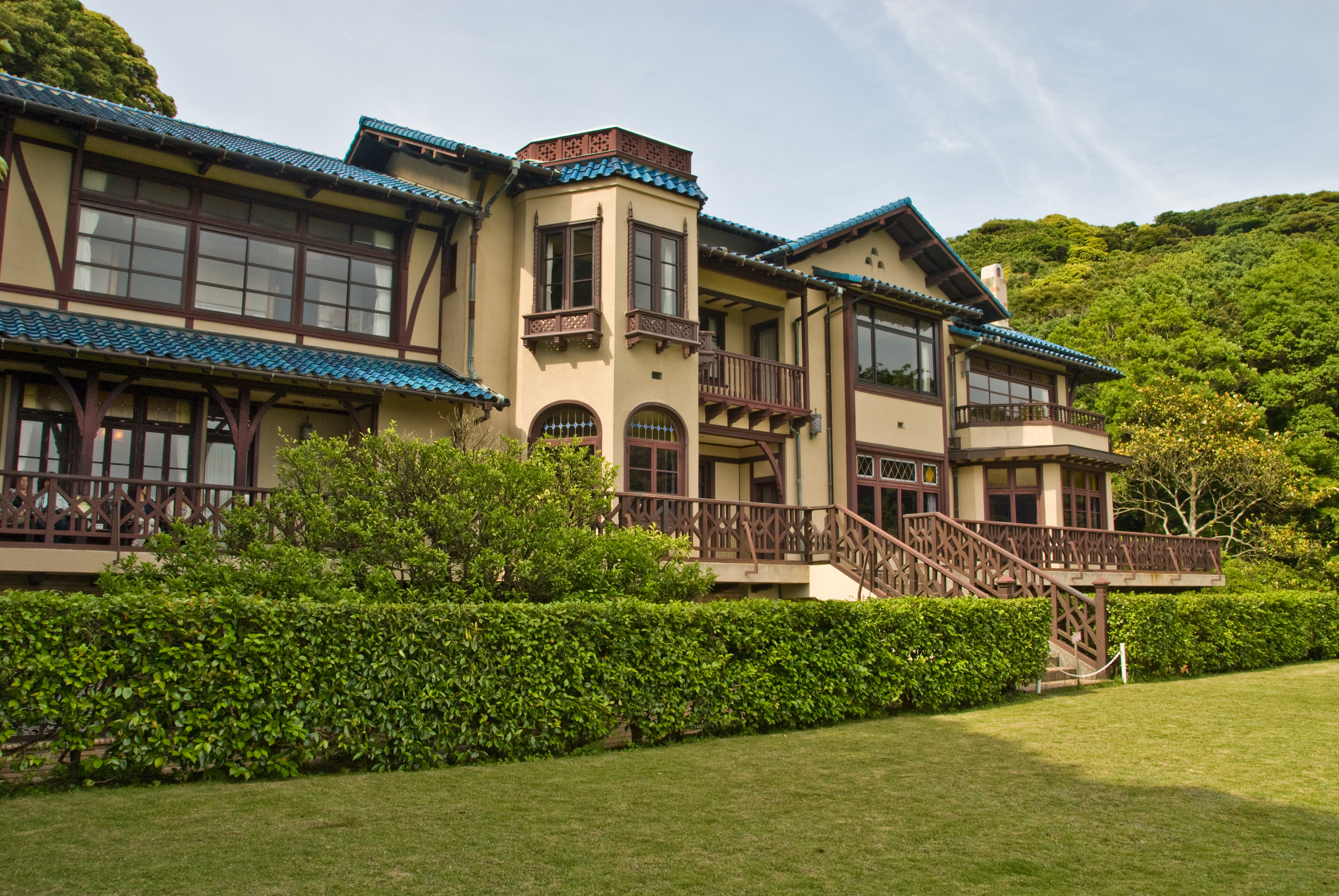
藤が谷女学院の外観のモデルとなった鎌倉文学館

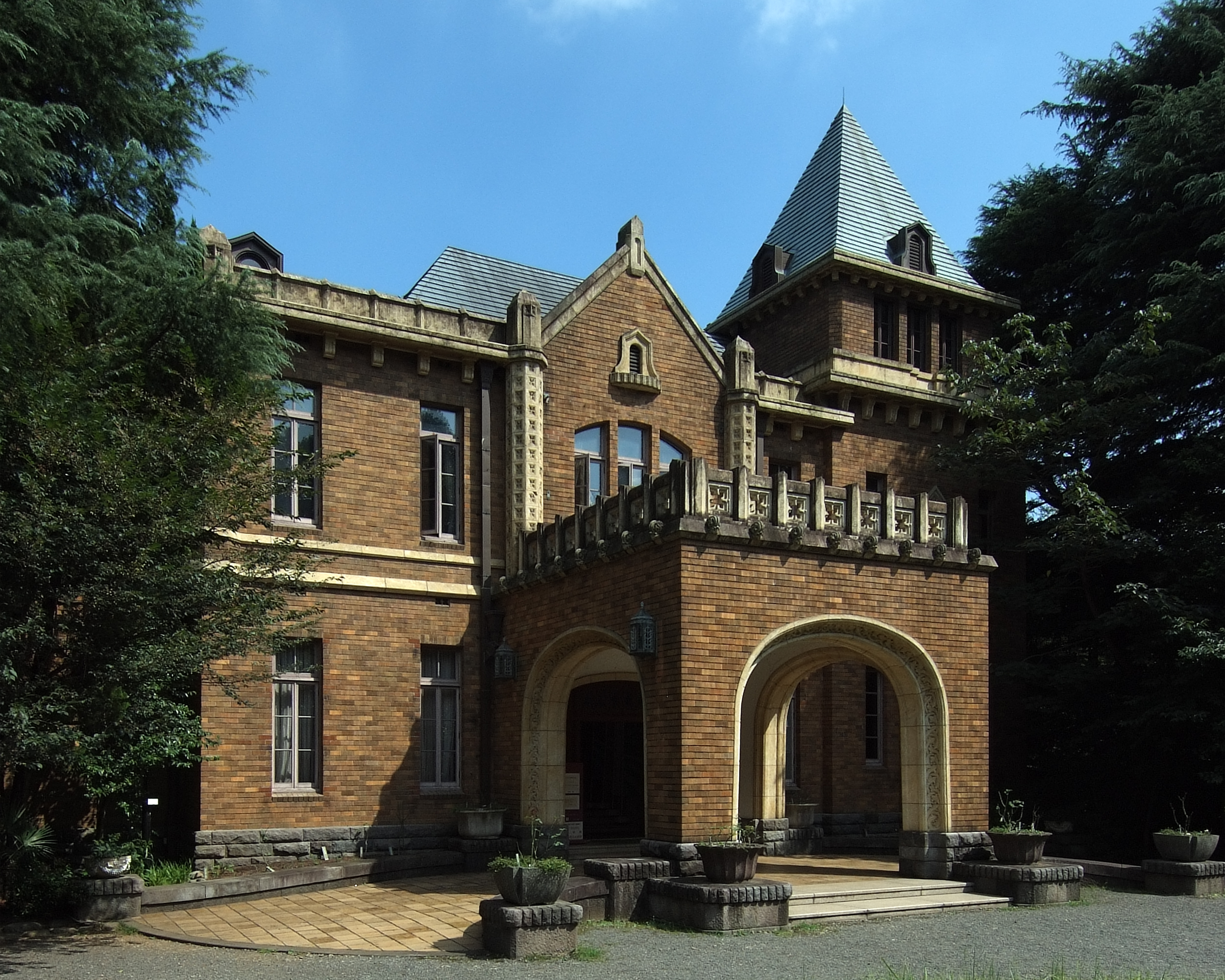
藤が谷女学院のモデルとなった駒場公園旧前田侯爵邸洋館

藤が谷女学院
江の島沿線の、長い坂を上った先にある。小中高一貫ミッション系の、いわゆるお嬢様学校。幼稚舎と短大もあるようだが描写が少なく不明点が多い。制服は伝統あるセーラー。
敷地は広く、図書館や礼拝堂、ティールームなどの施設がある。持ち上がり生がほとんどで、あきらや春花のような外部入学生は少ない。毎年6月に行われる演劇祭は一大イベント。
アニメでの最寄駅は藤が谷駅。『青い花公式読本』にて詳細な設定解説がある。女子高等学校として、1879年（明治12年）に設立された。もともと鎌倉市にあったが、関東大震災の津波で校舎が倒壊した後、現敷地に移転。昭和戦後となり中等部、初等部が追加された。アニメでは明確に「藤園」が描かれ、鎌倉の藤の花が強調演出される。
松岡女子高等学校
江の島沿線にある、偏差値の高いハイレベルな進学校。制服はブレザー。アニメでの最寄駅は藤が谷駅。
藤が谷駅
江ノ島電鉄線の鎌倉高校前駅と七里ヶ浜駅の間に設定された。かつて実在した旧藤ヶ谷駅とは異なる。駅のそばに松岡女子高等学校が、坂を上った先に藤が谷女学院がある。
アニメで新たに設定された駅である。ふみとあきらの通学路は、JR横須賀線で北鎌倉から鎌倉へ、乗り換えて江ノ島電鉄線で江ノ電鎌倉から藤が谷へ。漫画では学校の最寄駅が明示されておらず、アニメにて藤が谷駅が設定された。
青い花
多義語である。作中に青い花が出てこないのにタイトルが『青い花』となっている、という作風をしている。
1. 作品タイトル。ノヴァーリスの未完の小説に由来する。原題は『ハインリヒ・フォン・オフターディンゲン』という、主人公の名前 (de:Heinrich von Ofterdingen) であり、「青い花」は邦題。
2. ふみがあきらを「青い花」と喩えるシーンが、#7、1巻のラストにある。このフレーズは終盤でリフレインする。描かれるのは、大小二輪の花。
3. このときに描かれている青い花が、テレビアニメのオープニングで「クリスタルの花」として出ている。演出を手掛けた幾原邦彦によると、「この世には存在しない花、二人の心の中にある花」という、あえてCG・作り物としての表現であり、具体的な花の種とは異なるものだという。[8]
4. 具体的な草花にはしない、という方針。『青い花公式読本』の用語辞典でも、青や紫の花は数多くある、例：紫陽花、ラベンダー、スミレ、カンパニュラなど、と解説され、加えて特に勿忘草であると言われる（後述）。だがそれらもあくまで一例。他にもアニメではカラー表現ゆえ顕著で、藤が谷の藤も青紫の花である。また演劇祭で、各務先生が恭己に渡して感涙させたのが暖色系の花束で、対比的にふみが恭己に渡せなかったのは青い花束であった。
5. 勿忘草（わすれなぐさ）。『青い花公式読本』の用語辞典でも、勿忘草のイメージと解説される。語源は、ドイツの伝承で、恋人のために花を摘もうとして川に落ちた騎士の遺言にちなみ（ワスレナグサ#語源にまつわる伝説）、Vergissmeinnicht (de:Vergissmeinnicht) （独）→ forget-me-not（英）→わすれなぐさ（日）。花言葉は「真実の友情」「誠の愛」。そしてアニメの最終話は独自に完結している。先述のように、青い花は具体的な草花にしないという方針であるが、なお独自の答えを出したのがアニメ最終話である。2の花とフレーズを、アニメでは使わずに青い花とふみの心情を表現する。オープニングはふみとあきらの内面、本編はリアルという対比のため、オープニングと本編で青い花が異なる。

## 登場人物

### 主要人物
万城目 ふみ（まんじょうめ ふみ）
声 - 高部あい
本作の主人公。身長171センチメートル。ニックネームはふみちゃん。
長身の美少女で、眼鏡をかけている。性格はおとなしく、泣き虫で悩みがちである。
松岡女子高校入学を機にかつて住んでいた鎌倉に戻ってきたところ、幼馴染のあきらと再会する。高校の先輩である杉本恭己と付き合い始めるも数カ月で破局する。
10年前の初恋の相手があきらであったことを思い出し、あきらを好きという想いが募るようになる。その後、あきらに好きだと伝えて恋人同士になる。
文芸部所属。2年時に部員不足に悩む演劇部に移籍する。
クラスメイト：1年＝本厚木洋子、茂木美和、安田美沙子、2年＝本厚木洋子、安田美沙子、3年＝3人と別。
奥平 あきら（おくだいら あきら）
声 - 儀武ゆう子
本作のもう1人の主人公。身長154センチメートル。ニックネームはあーちゃん。
藤が谷高等部に外部から入学。ふみの幼馴染で親友。幼少時はふみよりも少し背が高かったが、現在は同年代の女の子の中でも小柄である。抜けているところもあるがわりとしっかり者で、落ち込みやすいふみの相談相手になっている。
最初はふみと恭己の恋を応援しており、破局した際には恭己の身勝手さに怒りを示した。2年になったころからふみを意識するようになり、演劇祭を前に告白を受ける。夏休みのお泊り会で、ふみに返答して付き合うことを決める。
演劇部所属。2年時の演劇祭『鹿鳴館』では大徳寺顕子を演じる。3年時には部長。
クラスメイト：1年＝井汲京子（同演劇部）、2年＝上田良子、3年＝描写無。
アニメでは、10年前のあきらはふみとの想い出として、スケッチブックにあきらとふみと青い花が描かれ、また青い花を押し花にしてアルバムに仕舞っていた。ふみはほとんど忘れていたが、とても大切なことを思い出してアニメは完結する。
恋の傍観者から当事者に変わる。本作品『青い花』は、あきらの目覚めの話であり、頻出する「あーちゃん起きなさい」というセリフで暗示されている。「あきら」の名は、担当編集（後の掲載紙編集長）である上村晶からとられた。志村と上村のやり取りから「あーちゃんはすぐ泣くんだから」というセリフが生まれ、ふみとあきらの性格が逆になって連載が始まり、作中で象徴的なセリフである「ふみちゃんはすぐ泣くんだから」というセリフへと繋がったという。
井汲 京子（いくみ きょうこ）
声 - 堀江由衣
身長158センチメートル。藤が谷生徒。あきらの1年時の同級生。演劇部所属（2年時主演、3年時副部長）。
同年代より大人びた容姿をした美少女。1年時にあきらと友人となる。杉本和佐から絵を教わる。ふみとは、間にあきらや恭己を挟んだ独特の距離感がある。
澤乃井康が許嫁になっているが、あまりその気がない。藤が谷中等部のころから恭己が好きで、直球で想いをぶつけるも報われない恋に思い悩む。家庭に事情を抱えている。
髪型はボーイッシュなショートカット。下級生の女子からラブレターが届くほどモテる。
2年時の演劇祭『鹿鳴館』では主演、影山伯爵夫人朝子を演じる。本シーンでは、戯曲の内容と京子の置かれた状況がオーバーラップする。
アニメでは家庭の事情関係の描写が伏せられ、全く描かれていない。
杉本 恭己（すぎもと やすこ）
声 - 石松千恵美
身長173センチメートル。松岡生徒。ふみの2学年上の先輩。松岡バスケ部部長。
中学から藤が谷で、高校2年時に、藤が谷から松岡に編入した。姉が3人おり、母も含めて全員藤が谷OG。井汲京子は中学時代からの後輩。
文武両道の優等生。藤が谷・松岡の両校女子に人気がある。藤が谷演劇祭に呼ばれ『嵐が丘』のヒースクリフを演じる。
姉の恋人である各務先生に想いを寄せている。ざっくりとした性格の姉の雰囲気に近づくために髪を短く切ってからボーイッシュなイメージを持たれるようになる。2年生時に、失恋を機に松岡に編入する。3年生時にふみと交際するが、あっさり破局となる。姉の結婚式を見届け、ふみに謝罪する。卒業後はロンドン留学に旅立つ。彼女がふみに「初恋を覚えてる？」と訪ねたことが、再びふみがあきらを意識させることに繋がる。

### 松岡女子高等学校
本厚木 洋子（ほんあつぎ ようこ）
声 - 矢作紗友里
身長159センチメートル。ニックネームはポンちゃん。ふみの1・2年時の同級生。演劇部所属。
明るく物怖じしない性格で、肩で切りそろえたボブヘアが特徴。モギー、やっさんとは中学時代からの友人であり、三人のリーダー。ふみの長身に目をつけ、演劇部に誘うも断られ、だが友人となる。ふみの繋がりで藤が谷演劇部と縁を持つことになる。運動神経にも優れ、体育祭では対抗リレーの選手にも選出されたが、アンカーの杉本先輩にバトンを渡す直前で転倒して、チームは最下位に落ちてしまう。しかし、杉本先輩がごぼう抜きでトップでゴールして洋子の失敗を帳消しにしてくれたことがあった。
ふみの恋愛観を聞き、3年時に演劇脚本『乙女の祈り』を執筆する。この脚本をふみとあきらが読み、己の恋を考える。
茂木 美和（もてぎ みわ）
声 - 豊崎愛生
身長155センチメートル。ニックネームはモギー。ふみの1年時の同級生。演劇部所属。
おっとりした性格で、ふわふわした髪が特徴。ふみの繋がりであきらと知り合い、あきらの兄の忍を好きになって告白し交際を開始した。卒業後も交際は順調に進み、最終話では忍と結婚の手前と言う段階まで来ていて、将来的にあきらの義姉となることが暗示されている。
安田 美沙子（やすだ みさこ）
声 - 井口裕香
身長157センチメートル。ニックネームはやっさん。ふみの1・2年時の同級生。演劇部所属・部長。
さばさばした性格で、太い眉毛にくせ毛のショートヘアが特徴。
演劇部は2年時に部員不足で同好会に格下げになってしまう。他校のあきら・春花の協力や、頭数に入部してくれたふみには感謝している。
上野 佳織（うえの かおり）
声 - 沖佳苗
3年生。恭己の同級生で友人。文芸部部長。ポニーテール。出番は少ない。

### 藤が谷女学院高等部
上田 良子（うえだ りょうこ）
初登場は単行本4巻#19。あきらの2年時の同級生。ふみと同じくらい背が高く、長い髪をおさげにしている。もの静かでおっとりしており、多少のことでは物怖じしない性分。京子にとって、あきらとはまた距離感の異なる友人となる。
図書部所属。登場人物になりきって読書するのが趣味。そこから演劇部にスカウトされ、演劇祭『鹿鳴館』に抜擢、清原永之輔を異性装で演じ、喝采を浴びた。
演劇未経験と嘘をついている。実は初等部・中等部では演劇部に所属していた。作者の別作品「淡島百景」にて、中学時代と鹿鳴館公演後のエピソードが描かれている。
大野 春花（おおの はるか）
初登場は単行本4巻#19。あきらの1学年下の後輩で、あきらと同じく外部からの入学生。演劇部。
誰とでもすぐに打ち解ける人懐っこい性格で、上級生や他校生とも親交が深い。反面、やや独善的で思ったことを良くも悪くもすぐに口にしては、地雷を踏んで自己嫌悪に陥る。同性愛に対する理解は低く、姉と日向子の関係やふみの恋愛観などを知って苦悩する。
進級後の『三銃士』では役を狙っていたが、後輩に取られてバツが悪い。演劇祭当日に大ポカをやらかすが、姉と日向子に助けられる。
川崎 文子（かわさき あやこ）
声 - 小野涼子
身長164センチメートル。あきらの2学年上の先輩。
演劇部員で演劇祭の演目『嵐が丘』でキャサリンを演じる。卒業後は恭己と共に渡英。
三浦 香織（みうら かおり）
声 - 中村知子
身長164センチメートル。あきらの2学年上の先輩。演劇部部長。出番は少ない。
各務 正則（かがみ まさのり）
声 - 浜田賢二
30歳、身長176センチメートル。藤が谷教諭。演劇部顧問。自他共に認める冴えない男。杉本恭己と杉本公理の想い人。杉本和佐と結婚する。
山科 日向子（やましな ひなこ）
あきらと良子の2年生のときの担任。担当教科は理科。藤が谷OG。恋人の大野織江は高校時代の同級生。
本編登場は単行本4巻#19からだが、初登場はもっと早く、単行本2・3巻の短編『若草物語 織江さんと日向子さん』。年代は杉本姿子と和佐の中間にあたる。複数の女生徒から恋愛感情を抱かれ告白されているが、織江ひとすじを貫いている。両家族に大野織江を正式に紹介し、意志を貫いて結婚する（正しくは結婚ではなく、結婚のようなものと言って織江の両親を説得する）。
演劇部員
脇役。パーマ気味ボブカットの女子生徒。2年時の演劇祭『鹿鳴館』で大徳寺侯爵夫人季子を演じる、松岡演劇同好会の部員不足に奔走するなど、比較的出番は多い。
新井朋香
初登場は単行本7巻#44。あきら3年時の演劇部新入部員。彼氏持ち。
新入りながら演劇祭『三銃士』ではダルタニャンを演じる。上級生の春香をさしおいてキャストを取ってしまったことはバツが悪いらしい。
新聞部員
脇役。あきら2年時のクラスメイト。3年時には部長。ゴシップや強引な取材方針は嫌われがち。
山科日向子先生が同性愛者と知っている。あきらとふみの恋を嗅ぎつけて、（実名を伏せて）ゴシップ速報で茶化すなどした。この行動は、自分は日向子先生が好きだが報われなかったことからの嫉妬の反映。日向子先生が同性愛者と陰で噂になっているのも、彼女が出処。

### 杉本家
鎌倉で代々続く名家。女系家族で、全員背が高く、顔は似ていない。父は大学教授で、海外に行っておりほぼ不在。運転手の荻野さん（声 - 金光宣明）、お手伝いのふみさん（声 - 小林美奈）などの使用人がいる。建物のモデルは、旧前田侯爵邸和館。
杉本 千恵（すぎもと ちえ）
声 - 津田匠子
杉本四姉妹の母。54歳。
単行本5巻『若草物語 千恵さんと苑子さん』主役。藤が谷時代は女生徒たちにモテていた。
杉本 姿子（すぎもと しなこ）
声 - 能登麻美子
32歳、身長172.5センチメートル。杉本四姉妹の長女。キツネ目の美女。冗談好きで恭己をよくからかう。無責任系な自由人。
単行本4巻『若草物語 姿子さんと薫子さん』主役。藤が谷時代は女生徒たちにモテていたが、あまりに高嶺の花すぎたため、告白まで行った者は少なかったという。
杉本 和佐（すぎもと かずさ）
声 - 福井裕佳梨
28歳、身長173センチメートル。杉本四姉妹の次女。垂れ目でおしとやかな容姿。藤が谷で美術教師をしていたことがある。井汲京子は絵の教え子。
各務正則と婚約しており、単行本3巻#16にて結婚式を挙げる。単行本7巻#39で女の子を出産したことが語られる。
見た目は線の細いお嬢さん風ながら、性格はざっくりした「男っぽい」もの。恭己が王子系なのは、彼女（の内面を容姿で）を真似しているため。
杉本 公理（すぎもと くり）
声 - 中原麻衣
23歳、身長170センチメートル。杉本四姉妹の三女。大きな瞳で男らしい外見。毒舌家、喫煙者。
単行本3巻『若草物語 公理さんと駒子さん #1』『#2』主役。藤が谷時代は女生徒たちにモテていたが、本人は各務先生に叶わぬ想いを抱いていた。
杉本父
声 - 斧アツシ
原作では和佐とバージンロードを歩く姿が描かれるも台詞は無いが、アニメでは台詞がある。EDでは「父」とクレジットされる。

### 万城目家・奥平家
万城目 芳江（まんじょうめ よしえ）
声 - 藤村歩
身長160センチメートル。ふみの母。奥平咲子と仲が良く、家族ぐるみの付き合いをしている。
万城目 章夫（まんじょうめ あきお）
声 - 小形満
ふみの父。銀行員。彼の転勤に伴い、万城目家は鎌倉に戻ってきた。出番は非常に少ない。
奥平 忍（おくだいら しのぶ）
声 - 川田紳司
身長175センチメートル。あきらの兄で大学2年生。何かと妹の世話を焼きたがり、ウザがられている。モギーに告白されて交際が始まる。
特に初期はシスコンが高じて一人だけギャグキャラであった。だが、モギーと交際後は彼女が出来たことで精神的にも成長し、本編最終回直前ではモギーにプロポーズして結婚することは秒読み段階まで来ていることが示唆されていた。アニメでは寝ている妹のベッドに下着1枚で潜り込む描写はカットされているので、シスコンの度合いはやや低くなっている。
奥平 咲子（おくだいら さきこ）
声 - 北西純子
身長158センチメートル。あきらと忍の母。万城目芳江と仲が良く、家族ぐるみの付き合いをしている。
奥平 義道（おくだいら よしみち）
声 - 伝坂勉
身長168センチメートル。あきらと忍の父。IT企業に勤めるサラリーマン。

### 井汲家・澤乃井家
澤乃井家は鎌倉の資産家。母、一人息子の康、叔母の花絵（声 - 小島幸子）が登場している。澤乃井家は山梨の清里に別荘を所有する。双方の親が子供達を許嫁にするほど親密だが、現在は確執がある。アニメ版では確執の描写が全て省略され、登場する人物も限定的。
澤乃井 康（さわのい こう）
声 - 浅沼晋太郎、田中晶子（幼少期）
身長178センチメートル。ニックネームは康ちゃん。大学1年生。面倒見がよく穏やかな性格。
京子の許嫁で幼馴染。京子を誰よりも大切にしているが、京子にあまりその気がないことを理解もしている。京子との関係は、描写は断片的なものが多ぐ全貌が見えづらいが、深い。こじれかけてなお、優しく寄り添う。最終的には京子と正式に結ばれる。
特に1年目にて、あきらとの絡みが比較的ありふみが嫉妬する。京子に想い人がいることを察しており「俺はその人になりたい」とあきらにこぼした。
井汲 加代子（いくみ かよこ）
京子の母。精神的に弱いところがあり、療養中。

### その他の主要人物関係者
花城 千津（はなしろ ちづ）
声 - 大浦冬華
ふみの従姉（母親の姉の娘）。幼いころから仲が良く、大学に通っていたころはふみの家の近くで一人暮らしをしていた。ふみと肉体関係まで持っていたが、単行本1巻#1にてふみの鎌倉転居のタイミングで裏切るような形で結婚する。女同士の恋を添い遂げる覚悟がなかった。ふみは彼女の結婚式を仮病で欠席した。1年後に女の子を出産した。単行本5巻#30で回想および再登場がある。
作者は彼女の反響を語っており「本当に人でなしとして嫌われ続けたキャラクターだった」という。
ふみの祖母
声 - 宮沢きよこ
あきらとも面識があるが、万城目家が鎌倉に戻る2年前に亡くなっている。回想にて登場がある。アニメでは他界したことは描かれない。
恵子おばさん（けいこおばさん）
あきらの伯母、咲子の姉。横浜在住。藤が谷OGで、あきらの藤が谷入学に一役を担った。咲子を「一族のアウトロー」と称する。あきらは彼女を苦手としているが、入学の恩があるため無礼ができない。アニメではシーンが全て省略され未登場。

### 若草物語
織江さん（大野織江）
2巻『織江さんと日向子さん』の主役。大野春花の姉。姿子先輩に憧れていたが、日向子さんの告白を受けて彼女に恋をする。後に本編にも登場するようになる。3年目の演劇祭で自宅に衣装を忘れた春花に届ける。
駒子さん
3巻『公理さんと駒子さん#1』『#2』の主役。杉本公理が好き。
薫子さん
4巻『姿子さんと薫子さん』の主役。杉本姿子の後輩・恋人。
苑子さん
5巻『千恵さんと苑子さん』に登場。杉本千恵の同級生。
可南子先生
6巻『可南子先生』の主役。
前田さんと中島さん
6巻『前田さんと中島さん』の主役。
河久保さん
3巻『織江さんと日向子さん』と7巻『河久保さんの恋』の主役。日向子先生に告白して失恋した。

## 書誌情報
- 志村貴子『青い花』太田出版〈F×comics〉、全8巻
  1. 2006年1月5日初版発行（2005年12月15日発売） ISBN 4-7783-2005-0
    - #1 花物語
    - #2 スタンド・バイ・ミー
    - #3 春の嵐
    - #4 朝めざめては
    - #5 秘密の花園
    - #6 青春は美わし
    - #7 嵐が丘〈1〉

初出：「マンガ・エロティクス・エフ」2004年vol.30-2005年vol.36
  2. 2006年12月26日初版発行（2006年12月13日発売） ISBN 4-7783-2032-8
    - #8 嵐が丘〈2〉
    - #9 嵐が丘〈3〉
    - #10 若葉のころ
    - #11 新しき日
    - #12 さよならは言わないで
    - #13 恋は盲目

初出：「マンガ・エロティクス・エフ」2006年vol.37-2006年vol.42
  3. 2008年4月4日初版発行（2008年3月18日発売） ISBN 978-4-7783-2053-9
    - #14 夏の夜の夢〈前編〉
    - #15 夏の夜の夢〈後編〉
    - #16 幸福の王子〈前編〉
    - #17 幸福の王子〈後編〉
    - #18 冬の花火

初出：「マンガ・エロティクス・エフ」2007年vol.43、44、46、47、48
  4. 2009年5月8日初版発行（2009年4月23日発売） ISBN 978-4-7783-2084-3
    - #19 春の鐘
    - #20 辻が花
    - #21 鹿鳴館〈1〉
    - #22 鹿鳴館〈2〉
    - #23 鹿鳴館〈3〉
    - #24 鹿鳴館〈4〉
    - #25 愛より速く

初出：「マンガ・エロティクス・エフ」2008年vol.49-2009年vol.55
  5. 2010年3月2日初版発行（2010年2月18日発売） ISBN 978-4-7783-2108-6
    - #26 鹿鳴館〈5〉
    - #27 鹿鳴館〈6〉
    - #28 鹿鳴館〈7〉
    - #29 鹿鳴館〈8〉
    - #30 宴のあと
    - #31 夏への扉〈前編〉

初出：「マンガ・エロティクス・エフ」vol.56-vol.61（2009年-2010年）
  6. 2011年5月28日初版発行（2011年5月12日発売） ISBN 978-4-7783-2141-3
    - #32 夏への扉〈中編〉
    - #33 夏への扉〈後編〉
    - #34 お気に召すまま
    - #35 恋する惑星
    - #36 はつ恋
    - #37 谷間の百合
    - #38 クリスマスキャロル

初出：「マンガ・エロティクス・エフ」vol.62-vol.68（2010年-2011年）
  7. 2012年8月5日初版発行（2012年7月19日発売） ISBN 978-4-7783-2170-3
    - #39 小公女
    - #40 小さな恋のメロディ〈前編〉
    - #41 小さな恋のメロディ〈後編〉
    - #42 日々の泡
    - #43 鏡の中の少女
    - #44 春の夜に
    - #45 三銃士

初出：「マンガ・エロティクス・エフ」vol.69-vol.75（2011年-2012年）
  8. 2013年9月26日初版発行（2013年9月12日発売） ISBN 978-4-7783-2209-0
    - #46 乙女の祈り
    - #47 罪と罰
    - #48 この世の花
    - #49 片恋
    - #50 君待てども
    - #51 第七官界彷徨
    - #52 青い花

初出：「マンガ・エロティクス・エフ」vol.76-vol.82（2012年-2013年）
- 青い花公式読本 （2009年9月5日発売） ISBN 978-4-7783-2097-3

### 外国語版
- フランス語翻訳版『Fleurs Bleues』：KAZE、2009年
- 正体字中国語翻訳版『青之花』：青文出版社、2011年
- スペイン語翻訳版『Flores azules』：Milky Way Ediciones、2016年
- イタリア語翻訳版『Aoi Hana』：RENBOOKS、2016年
- 英語翻訳版『Sweet Blue Flowers』：ビズメディア、2017年。原著8巻分を構成変更して、全4巻

### その他
マンガ・エロティクス・エフ vol.59
2009年。本編#29、鹿鳴館の舞台回。アニメ化記念で、33人の作家によるトリビュート特集が行われる。
マンガ・エロティクス・エフ vol.82
2013年。本編#52、最終話。完結記念インタビューを掲載。インタビューが行われたのは、最終話のネームができる前。

## 本作で言及される文芸作品
青い花：#52
ノヴァーリスの未完の小説。夢で見た花を求めて、旅に出るという物語。
花物語：#1
吉屋信子の少女小説。鎌倉市には、吉屋信子記念館がある。
若草物語
ルイーザ・メイ・オルコットの小説。原題：Little Women。南北戦争期アメリカのマーチ家の四姉妹の物語であり、若草の四姉妹というアニメがあるくらいの、四姉妹の物語である。全4部作。1年目の演劇祭で、中等部が演目した。
単行本収録番外編のサブタイトルでもあり、杉本四姉妹の過去の話などが描かれる。
星の王子さま
アントワーヌ・ド・サン＝テグジュペリの小説。王子が、故郷の星でバラとケンカして、他の星を見るために地球にやって来て冒険し、故郷に帰る話。
1年目の演劇祭で、初等部が演目した。アニメ版では描写が増えており、「大切なものは、目に見えない」というテーマを、演出的に主要人物たちに重ねている。
嵐が丘：#7-9
1年目の演劇祭の演目。エミリー・ブロンテの小説。18世紀のイギリスの田舎の屋敷を舞台とした愛憎劇。
演：ヒースクリフ（杉本恭己）、キャサリン（川崎文子）
鹿鳴館：#21-24、#26-29
2年目の演劇祭の演目。三島由紀夫の戯曲。明治19年鹿鳴館の大夜会。
演：影山伯爵夫人朝子（井汲京子）、清原永之輔（上田良子）、大徳寺顕子（奥平あきら）
伊豆の踊子、竹取物語
2年目の演劇祭で、中等部、初等部が演目した。2年目の演劇祭は和物テーマ。
三銃士：#45
3年目の演劇祭の演目。アレクサンドル・デュマの剣劇小説。ルイ13世時代のフランスで銃士を目指すダルタニャンの物語。脚本は山科日向子の入れ知恵で改変があった。
演：ダルタニャン（新井朋香）、アトス（井汲京子）。あきらも役あり
アンネの日記、オズの魔法使い
3年目の演劇祭で、中等部、初等部が演目した。
冬の花火：#18、テレビアニメ最終話
太宰治の戯曲。
漫画#18と、テレビアニメ最終話で、内容が違う。アニメは#18の内容を膨らませてオリジナルの最終話で完結した。
乙女の祈り：#46
楽曲や映画にも同名のものがあるが、本厚木洋子の演劇シナリオである。断片的で詳細は不明。女の子が女の子に恋をするが、相手の好きが自分の好きと違うことに思い悩む話、であるらしい。これをふみとあきらが読む。
第七官界彷徨：#51
尾崎翠の小説。最終回直前という、重要回のサブタイトル。最終回インタビューにて、インタビュアーの横井周子は「覚醒直前の、気持ちが揺れているあーちゃんにもぴったり」と絶賛し、作者も使うべきところまで温存していたと語っている

## テレビアニメ
『青い花 Sweet Blue Flowers』のタイトルで、2009年7月から9月までフジテレビ『NOISE』にて放送された。全11話。
2013年9月6日にBD-BOXが発売された。
平成21年度（第13回）文化庁メディア芸術祭審査委員会推薦作品アニメーション部門／長編（劇場公開・テレビアニメ・OVA）に選出され、2010年2月には国立新美術館で展示・上映された。

### スタッフ
- 監督 - カサヰケンイチ[14]
- シリーズ構成 - 高山文彦[14]
- キャラクターデザイン・総作画監督 - 音地正行[14]
- プロップデザイン - 冷水由紀絵[14]
- 美術監督 - 小林七郎[14]
- 色彩設計 - 石田美由紀[14]
- 撮影監督 - 大河内喜夫[14]
- 編集 - 後藤正浩
- 音響監督 - 明田川仁[14]
- 音楽 - 羽毛田丈史[14]
- 音楽プロデューサー - 伊藤善之
- 音楽制作 - ランティス、フジパシフィック音楽出版
- プロデューサー - 浅香敏明、松倉友二、山本幸治、斎藤彩
- アニメーション制作 - J.C.STAFF[14]
- 制作 - 青い花製作委員会[14]（メディアファクトリー、フジテレビジョン、読売広告社、J.C.STAFF、博報堂DYメディアパートナーズ）

### エージェントリリース
- フジクリエイティブコーポレーション（日本を除く全世界）[15]
- ライトスタッフ（英語版）（北アメリカ）
- 群英社（台湾）

### 主題歌
オープニングテーマ「青い花」／最終話挿入歌「悲しみ知らん顔」
歌 - 空気公団 / 作詞・作曲 - 山崎ゆかり / 編曲 - 窪田渡（空気公団名義）
エンディングテーマ「センティフォリア」
歌・作詞 - Ceui / 作曲 - 小高光太郎、Ceui / 編曲 - 小高光太郎

### 各話リスト
| 話数 | サブタイトル   | 脚本                | 絵コンテ                | 演出           | 作画監督                     |
| ---- | -------------- | ------------------- | ----------------------- | -------------- | ---------------------------- |
| 1    | 花物語         | 高山文彦            | カサヰケンイチ          | カサヰケンイチ | 木本茂樹                     |
| 2    | 春の嵐         | 高山文彦            | 長井龍雪                | 長井龍雪       | 矢向宏志                     |
| 3    | 朝目覚めては   | 高山文彦            | カサヰケンイチ 高田耕一 | 橋本敏一       | 岩倉和憲 冨岡寛              |
| 4    | 青春は美わし   | 高山文彦            | 桜美かつし              | 桜美かつし     | 植田和幸                     |
| 5    | 嵐が丘（前編） | 高山文彦 綾奈ゆにこ | 渦薪かい                | 鈴木健太郎     | 野村芙沙子 萩原弘光          |
| 6    | 嵐が丘（後編） | 高山文彦 綾奈ゆにこ | 渦薪かい                | 河村智之       | 木本茂樹                     |
| 7    | 若葉のころ     | 水上清資            | 青井小夜                | 青井小夜       | 松尾亜希子 熊田明子 矢向宏志 |
| 8    | 恋は盲目       | 水上清資            | 鈴木洋平                | 鈴木洋平       | 岩倉和憲 冨岡寛              |
| 9    | 夏の夜の夢     | 水上清資            | よこた和                | よこた和       | 斉藤美香 小美戸幸代          |
| 10   | 幸福の王子     | 綾奈ゆにこ          | 高田耕一                | 橋本敏一       | 野村芙沙子 植田和幸          |
| 11   | 冬の花火       | 高山文彦            | 渦薪かい カサヰケンイチ | 河村智之       | 木本茂樹 冨岡寛              |

### 放送局
| 放送地域   | 放送局     | 放送期間                | 放送日時                     | 系列           | 備考   |
| ---------- | ---------- | ----------------------- | ---------------------------- | -------------- | ------ |
| 関東広域圏 | フジテレビ | 2009年7月2日 - 9月10日  | 木曜 2:08 - 2:38（水曜深夜） | フジテレビ系列 | 制作局 |
| 日本全域   | BSフジ     | 2009年7月21日 - 10月6日 | 火曜 0:30 - 0:55（月曜深夜） | BSデジタル放送 |        |

地上波放送では、NOISE枠で初めての関東ローカルであった。なお、この作品をもってNOISE枠は休止になり、フジテレビではつなぎ番組の『恋時雨〜吉高由里子と6つの恋〜』を2回放送した後にアニメ枠が廃止。BSフジでは『空中ブランコ』からノイタミナに鞍替えすることとなった。

## Webラジオ
テレビアニメに関連してWEBラジオ『青い花 〜Sweet Blue Radio〜』が配信された。全19回。

### 配信
- HiBiKi Radio Station：2009年6月26日 - 10月30日
- メディファクラジオ：2009年7月3日 - 11月6日

### パーソナリティ
- 高部あい（万城目ふみ役）
- 儀武ゆう子（奥平あきら役）

| フジテレビ NOISE                                      | フジテレビ NOISE           | フジテレビ NOISE                                               |
| 前番組                                                | 番組名                     | 次番組                                                         |
| ----------------------------------------------------- | -------------------------- | -------------------------------------------------------------- |
| リストランテ・パラディーゾ （地上波では東名阪ネット） | 青い花 （ここまでNOISE枠） | 恋時雨〜吉高由里子と6つの恋〜 （つなぎ番組） ↓ 1ばんスクラム!! |